# Nanoschale
Eine Nanoschale, Nanohülle, oder eher, ein Nanoschalenplasmon, ist eine Art sphärisches Nanopartikel bestehend aus einem dielektrischen Kern, der mit einer dünnen Metallhülle (normalerweise Gold) bedeckt ist.

## Beschreibung

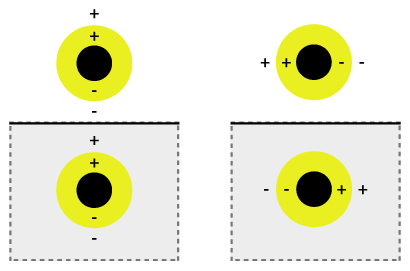
Fig. 1. P-Polarization (links)
Fig. 1b S-Polarization (rechts)

Nanoschalen enthalten ein Quasiteilchen, ein Plasmon, das eine kollektive Schwingungsanregung der Elektronen in Bezug auf alle Ionen darstellt.
Die simultane Schwingung kann als Plasmonenhybridisierung bezeichnet werden, wobei die Abstimmbarkeit der Schwingung mit der Mischung der inneren und äußeren Hülle verbunden ist, die eine niedrigere oder höhere Energie abgibt. Die niedrigere Energie koppelt stark an einfallendes Licht, wohingegen die höhere Energie antibindend ist und sich nur schwach mit einfallendem Licht verbindet. Die Hybridisierungswechselwirkung ist bei dünneren Schalenschichten stärker, daher bestimmen die Dicke der Schale und der Gesamtradius des Partikels, mit welcher Lichtwellenlänge sie sich koppeln. Nanoschalen können über einen breiten Bereich des Lichtspektrums, vom sichtbaren bis nahen Infrarotbereich variiert werden.

Die Wechselwirkung von Licht und Nanopartikeln beeinflusst die Platzierung von Ladungen, was sich auf die Kopplungsstärke auswirkt.
Einfallendes Licht, das parallel zum Substrat polarisiert ist, ergibt eine s-Polarisation (Abbildung 1b), daher sind die Ladungen weiter von der Substratoberfläche entfernt, was zu einer stärkeren Wechselwirkung zwischen Schale und Kern führt. Andernfalls entsteht eine p-Polarisation, die zu einer stärker verschobenen Plasmonenenergie und zu einer schwächeren Wechselwirkung und Kopplung führt.

## Entdeckung
Die Nanohülle wurde 2003 von Professorin Naomi J. Halas und ihrem Team an der Rice-Universität in Houston entdeckt. Dabei waren sie sich zunächst nicht sicher, welches Potenzial darin steckte. Halas erzählte CNN: „Wir sagten: ›Mensch, wofür könnte es gut sein?‹“. Krebstherapie wurde aus der laufenden Zusammenarbeit mit Bioingenieuren ausgewählt, die nach verschiedenen Arten biomedizinischer Anwendungen suchten. Halas sagte auch: „Eine unserer Visionen: Nicht weniger als eine Diagnose und Behandlung von Krebs in einer einzigen Konsultation“. Im Jahr 2003 wurde Halas von Nanotechnology Now für die „Beste Entdeckung des Jahres 2003“ ausgezeichnet.

## Produktion
Eine aktuelle Methode zur Synthese von Goldnanoschalen ist die Verwendung mikrofluidischer Verbundschäume. Dies kann die lithografische Standardmethode zur Synthese plasmonischer Nanoschalen ersetzen. Der unten beschriebene Produktionsprozess basiert auf einem Experiment von Suhanya Duraiswamy und Saif A. Khan vom Department of Chemical and Biomolecular Engineering in Singapur und stellt die Zukunft der Nanoschalensynthese dar.
Zur Herstellung der Nanoschalenen werden folgende Materialien benötigt: Tetraethylorthosilicat, Ammoniumhydroxid, Hydroxylaminhydrochlorid, 3-Aminopropyltris, Hydrogentetrachloraurat(III)-trihydrat, Tetrakis (hydroxymethyl) phosphoniumchlorid, Natriumhydroxid, Kaliumcarbonat, Ethanol, Reinstwasser und Glasbehälter, die in Königswasser gewaschen und gründlich mit Wasser gespült wurden.
Bei der Synthese von Nanoschalen nach dieser Methode wird im ersten Schritt der Apparat geschaffen, in dem die Reaktion stattfinden kann. Mikrofluidische Gerätemuster auf Siliziumwafern werden durch übliche Fotolithographie unter Verwendung des negativen Fotolacks SU-8 2050 hergestellt. Die Apparate werden anschließend mittels Soft-Lithographietechnik in Poly(dimethylsiloxan) (PDMS) geformt.(40) Kurzzeitig wird PDMS bei 70 °C über 4 Stunden auf den SU-8 2050-Mastern geformt, geschält, geschnitten und gereinigt. Einlass- und Auslasslöcher mit 1,6 mm Außendurchmesser werden in das Gerät gestanzt. Die Mikrokanäle werden nach einer kurzen, 35-sekündigen Luftplasmabehandlung irreversibel an einen Glasobjektträger gebunden, der vorher mit einer dünnen Schicht PDMS beschichtet wurde. Die Mikrokanäle haben einen rechteckigen Querschnitt, 300 μm breit, 155 μm hoch, und sind 0,45 m lang.
Beim eigentlichen Herstellungsprozess der Nanopartikel wird „Silikonöl, eine Mischung aus mit Gold angereicherten Silikatpartikeln und einer Vergoldungslösung sowie einer Reduktionsmittellösung zum Mikrofluidikapparat [gepumpt], während Stickstoffgas aus einer Flasche zugeführt wird.“ Anschließend wird die Plattierungslösung in einer kontrollierten Umgebung länger als 24 Stunden gealtert. Anschließend wird die Flüssigkeit aus dem Mikrofluidikapparat gesammelt und zentrifugiert. Als Ergebnis weist die Flüssigkeit an der Oberfläche eine Ölschicht auf und darunter befindet sich eine Lösung mit den Nanoschalen.
Diese Methode wird als „revolutionär“ bezeichnet, weil die Größe und relative Dicke der Gold-Nanohüllen durch Veränderung der Reaktionszeit und der Konzentration der Galvanisierungslösung gesteuert werden kann. Dies ermöglicht es den Forschern, die Partikel an ihre jeweiligen Bedürfnisse anzupassen, sei es für die Optik oder die Krebsbehandlung.

## Krebsbehandlung
Nanoschalen mit Goldhülle, die kugelförmige Nanopartikel mit Quarz- und/oder Liposomenkernen und Goldummantelung sind, werden in der Krebstherapie und zur Verbesserung der Bio-Bildgebung eingesetzt. Theranostische Sonden (die in der Lage sind, Krebs in einer einzigen Behandlung zu erkennen und zu behandeln) sind Nanopartikel, die über Bindungsstellen auf ihrer Hülle verfügen, mit denen sie sich an eine gewünschte Stelle (typischerweise Krebszellen) anhängen können. Sie können dann in doppelmodaler Bildgebung (eine Bildgebungsstrategie, die Röntgenstrahlen und Radionuklidbildgebung nutzt) und durch infrarotnahe Fluoreszenz sichtbar gemacht werden.
Goldnanopartikel werden wegen ihrer lebendigen optischen Eigenschaften verwendet, die durch ihre Größe, Geometrie und ihre Oberflächenplasmonen beeinflusst werden. Gold-Nanopartikel (z. B. AuNPs) haben den Vorteil, biokompatibel zu sein und flexibel genug, mehrere verschiedene Moleküle und Grundmaterialien an ihre Hülle zu binden (fast alles, was normalerweise an Gold gebunden werden kann, kann an die Gold-Nanohülle gebunden werden, was bei der Erkennung und Behandlung von Krebs genutzt werden kann). Die Behandlung von Krebs ist nur aufgrund der Streuung und Absorption möglich, die bei der Plasmonik auftritt. Durch Streuung werden die vergoldeten Nanopartikel für bildgebende Verfahren sichtbar, die auf die richtige Wellenlänge abgestimmt sind, abhängig von der Größe und Geometrie der Partikel. Bei der Absorption kommt es zu photothermischer Ablation (auch photothermische Therapie genannt), wodurch die Nanopartikel und ihre unmittelbare Umgebung auf Temperaturen erhitzt werden, die die Krebszellen abtöten können. Durch die Nutzung des „Wasserfensters“ (des Spektralbereichs zwischen 800 und 1300 nm) wird dies bei minimaler Schädigung der Zellen im Körper erreicht. Da der menschliche Körper größtenteils aus Wasser besteht, optimiert dies das verwendete Licht im Verhältnis zu den erzielten Effekten.
Die Gold-Nanoschalen werden durch Phagozytose in die Tumore hinein transportiert, indem Phagozyten die Nanoschalen mit ihrer Zellmembran einhüllen und so ein inneres Phagosom oder eine Makrophage bilden. Dies wird in eine Zelle transportiert, normalerweise mit Enzymen verstoffwechselt und wieder aus der Zelle herausbefördert. Die Nanoschalen werden nicht verstoffwechselt. Um wirksam zu sein, müssen sie sich lediglich in den Tumorzellen befinden. Der lichtinduzierte Zelltod (wie oben beschrieben) wird zur Zerstörung der Tumorzellen genutzt. Dieses Schema ist in Abbildung 2 dargestellt.

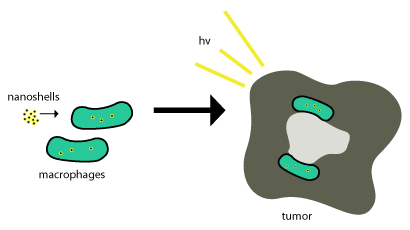
Fig. 2. Nanoschale wird in eine Tumorzelle transportiert

Auf Nanopartikeln basierende Therapeutika wurden erfolgreich in Tumore eingeführt, indem man sich den Effekt der verbesserten Permeabilität und Retention zunutze machten, Eigenschaften, die es ermöglichen, dass nanoskalige Strukturen ohne die Unterstützung von Antikörpern passiv von Tumoren aufgenommen werden. Der Transport von Nanoschalen in die wichtigen Regionen von Tumoren kann sehr schwierig sein. Hier wird versucht, die natürliche Rekrutierung von Monozyten durch den Tumor für den Transport der Nanoschalen auszunutzen, wie in der obigen Abbildung dargestellt. Es ist ein Trojanisches Pferd.
Dieser Prozess funktioniert so gut, da Tumore zu etwa ¾ aus Makrophagen bestehen. Sobald Monozyten in den Tumor gelangen, differenzieren sie sich zu Makrophagen, die auch für die Aufrechterhaltung der Fracht-Nanopartikel erforderlich wären. Sobald sich die Nanoschalen im nekrotischen Zentrum befinden, wird Beinahe-Infrarotbestrahlung angewendet, um die tumorassoziierten Makrophagen zu zerstören.
Darüber hinaus können diese Nanopartikel dazu eingerichtet werden, bei Photoaktivierung Antisense-RNA-Oligonukleotide von ihrer Oberfläche freizusetzen. Diese Oligonukleotide werden in Verbindung mit photothermischen Ablationsbehandlungen zur Durchführung einer Gentherapie verwendet. So wird die Zelle von innen manipuliert und es wird möglich, die Rückkehr einer Zellengruppe ins Gleichgewicht zu überwachen.
Ein weiteres Beispiel für Nanoschalen-Plasmonik in der Krebsbehandlung ist es, toxische Medikamente in das Nanopartikel einzubringen und es als Vehikel zu verwenden, diese ausschließlich zu den karzinösen Stellen zu transportieren. Dafür wird die Außenseite der Nanoschalen mit Eisenoxid beschichtet (was eine einfache Verfolgung mit einem MRT-Gerät ermöglicht). Sobald der Bereich des Tumors dann von den mit Medikamenten gefüllten Nanopartikeln bedeckt ist, können diese mithilfe resonanter Lichtwellen aktiviert werden und das Medikament freisetzen.